# أرغاماسيلا دي كالاترافا
بلدية أرغاماسيلا دي كالاترافا (بالإسبانية: Argamasilla de Calatrava)، هي إحدى بلديات مقاطعة سيوداد ريال إحدى مقاطعات إسبانيا، والتي تقع في منطقة قشتالة لا منتشا وسط إسبانيا.
يبلغ عدد سكانها 5.646 نسمة وفقاً لإحصائية سنة (2007).